# Ахматович, Осман
Осман Ахматович (пол. Osman Achmatowicz; 16 апреля 1899, Бергалишки (ныне Османовка) близ г. Ошмяны, Виленская губерния, Российская империя — 4 декабря 1988, Варшава, ПНР) — польский химик-органик, педагог, профессор (с 1939), ректор Лодзинского политехнического университета (1946—1953), член Польской академии знаний (с 1945), действительный член Польской Академии наук (с 1961).

## Биография
Представитель польско-литовского татарского княжеского рода. Сын адвоката, сенатора, министра юстиции Крымской народной республики, позже сенатора Польской Республики (1918—1939) Александра Ахматовича.
В 1916—1919 годах учился в Горном институте в Петрограде. В 1919 году продолжил учёбу в университете Вильно. Член Студенческой корпорации Konwent Polonia. В 1925 году окончил университет им. Стефана Батория в Вильно. С 1925 года работал там же.
В 1934—1939 годах работал деканом фармацевтического факультета Варшавского университета. В 1934—1939 и 1953—1969 годах — профессор, читал лекции в Варшавском университете и Лодзинском политехническом университете (1946—1953 — также его ректор).
В 1953—1960 годах — заместитель министра высшего образования Польской Народной Республики. В 1964—1969 годах — директор Института польской культуры в Лондоне.
Похоронен на мусульманском татарском кладбище в Варшаве.

## Научная деятельность
Основные научные работы относятся к химии алкалоидов. C 1928 года изучал структуру алкалоидов стрихнина и бруцина. В 1929 году разработал способ гидрогенолиза четвертичных солей аммония, содержащих азот в аллильном положении.
В 1934—1939 годах исследовал физиологически активные соединения содержащиеся во флоре Польши. Выделил и изучил алкалоиды плауна, белой и жёлтой водяной лилии, а также ряд кристаллических гликозидов наперстянки. Выделил и определил структуру алкалоида клаватина. Занимался исследованиями химического синтеза и фитохимии.
В 1960—1962 годах открыл новый класс серосодержащих алкалоидов. Исследовал механизм химических реакций.
Член Польской академии знаний (с 1945), член-корреспондент Польской АН (с 1952), член Президиума Польской Академии наук (1955—1957), действительный член Польской Академии наук (с 1961). Член Лодзинского и Варшавского научного общества, Американского химического общества, Швейцарского химического общества, Химического общества Великобритании. Почётный член Польского химического общества (в 1937—1939 — заместитель председателя).

## Награды

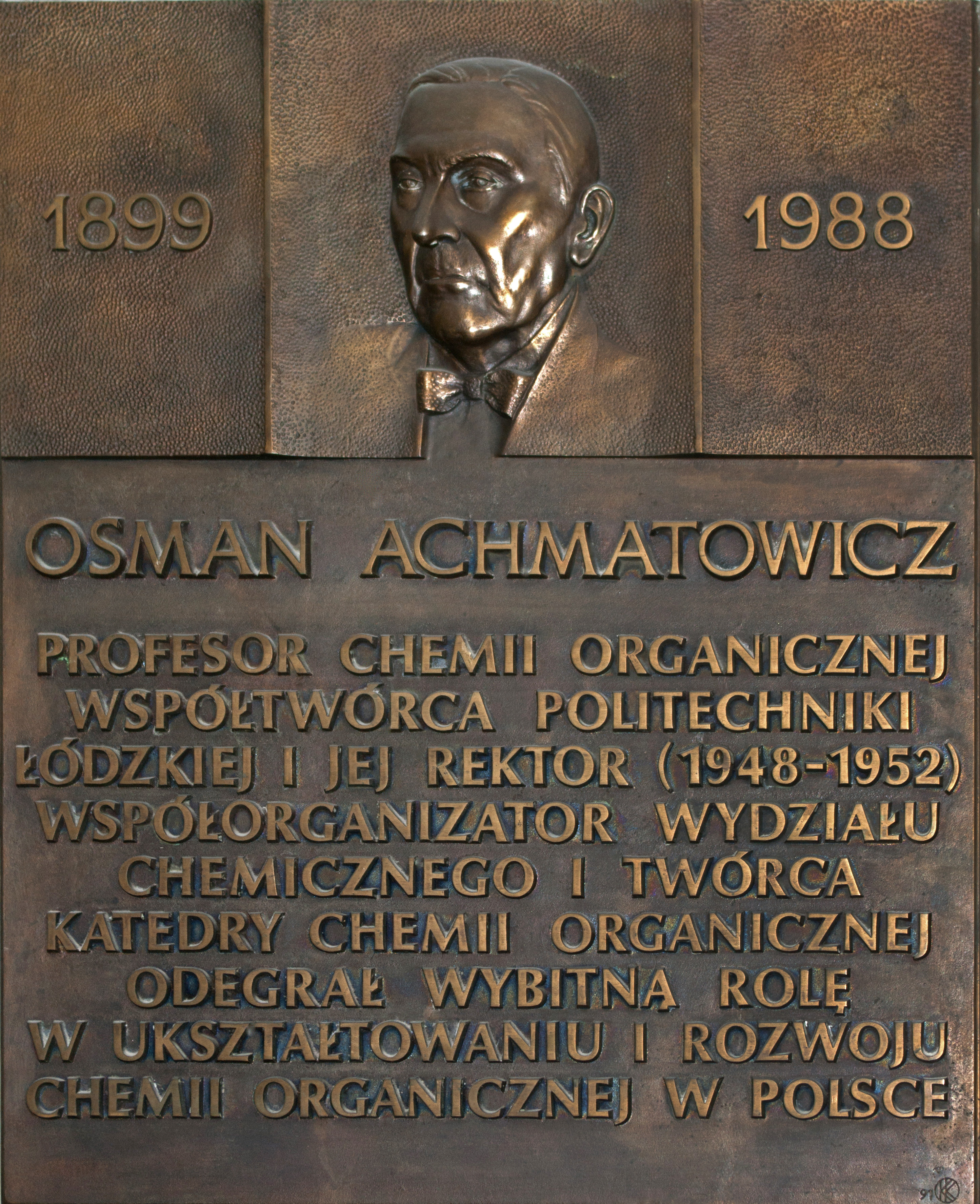
Мемориальная таблица в Лодзинском техуниврситете

- Командорский крест Ордена Возрождения Польши
- Офицерский крест Ордена Возрождения Польши (1951)
- Орден «Знамя Труда» I степени
- Медаль «10-летие Народной Польши»
- Медаль Станислава Костанецкого
- 1960 году ему было присвоено звание доктора honoris causa Лодзинского технического университета
- Заслуженный деятель культуры и науки ПНР (1969)